# Luis Rubiños
Luis Rubiños (Lima, 31 dicembre 1940) è un ex calciatore peruviano, di ruolo portiere.

## Carriera

### Club
Ha vinto, insieme allo Sporting Cristal, quattro Campionati peruviani.

### Nazionale
Fece parte della Nazionale di calcio del Perù che partecipò al campionato del mondo 1970.
Rubiños, nella nazionale di calcio del Perù, ha totalizzato 38 presenze.

## Palmarès

### Club

#### Competizioni nazionali
- Campionato peruviano: 4

Sporting Cristal: 1961, 1968, 1970, 1972